# Bladud
Bladud est un roi légendaire de l’île de Bretagne (actuelle Grande-Bretagne), dont l’« histoire » est rapportée par Geoffroy de Monmouth dans son Historia regum Britanniae (vers 1135). Il est le fils du roi Rud Hudibras. Son règne aurait duré 20 ans.

## Le royaume de l’île de Bretagne

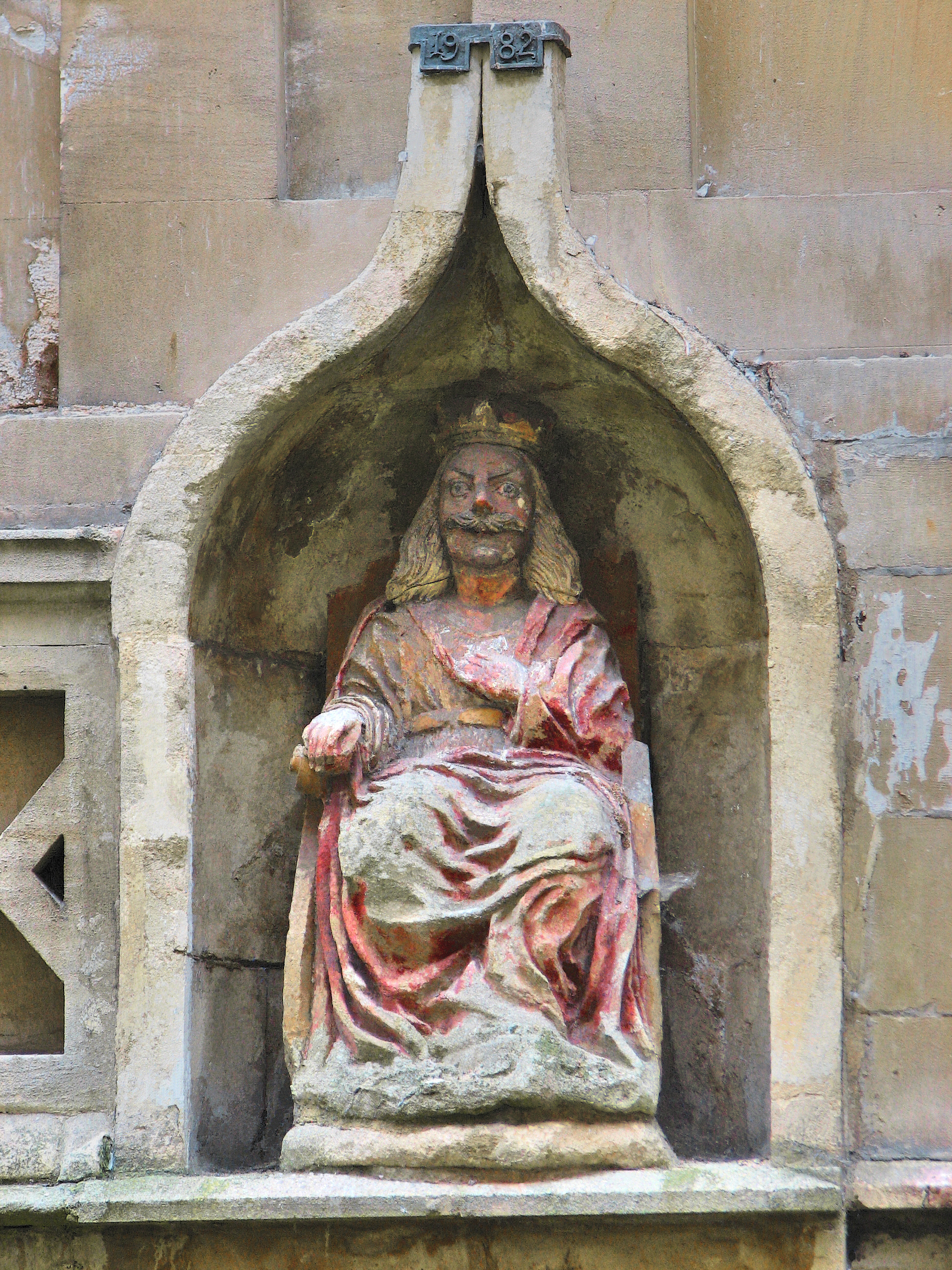
Statue du roi Bladud

Après la guerre de Troie, Énée arrive en Italie, avec son fils Ascagne et devient le maître du royaume des Latins. Son petit-fils Brutus est contraint à l’exil après avoir accidentellement tué son père. Après une longue navigation, Brutus débarque dans l’île de Bretagne, l’occupe et en fait son royaume. Il épouse Innogen dont il a trois fils. À sa mort, le royaume est partagé en trois parties et ses fils lui succèdent : Locrinus reçoit le centre de l’île à qui il donne le nom de « Loegrie », Kamber reçoit la « Cambrie » (actuel pays de Galles) et lui donne son nom, Albanactus hérite de la région du nord et l’appelle « Albanie » (Écosse). C’est le début d’une longue liste de souverains.

## Bladud
Bladud est le fils du roi Rud Hudibras qui avait régné 39 ans. Il crée la ville de Kaerbadum (Bath) où il aménage des bains chauds. Ces bains sont sous la protection de la déesse romaine Minerve (assimilée à la déesse celte Sulis) et des feux brûlent en permanence dans le sanctuaire qui lui est dédié. Bladud maitrise la magie et fait de nombreux enchantements. Il meurt en essayant de voler avec des ailes de sa fabrication, tombant sur le temple d’Apollon à Trinovantum. Sous son règne, il ne tombe pas de pluie pendant trois ans et six mois, à la suite des prières d’Hélias.

« D'après la légende, Bath fut fondée par le prince celte Bladud en 863 av. J.-C. Atteint de lèpre, il fut banni et devint porcher près de l'Avon. Un jour, il conduisit ses cochons là où la source sortait en bouillonnant. Lorsque les cochons découvrirent la boue chaude, ils s'y vautrèrent, et il fallut les attirer avec des glands pour les en faire partir. Quand la boue séchée fut tombée, Bladud s'aperçut que les plaies des cochons avaient disparu. Peut-être cette eau magique pourrait-elle aussi guérir la lèpre ? Il plongea dans la source d'eau chaude et se couvrit de boue. Lorsqu'il en sortit, il était guéri. Une fois devenu roi, il établit sa cour près de la source chaude et bâtit une ville qu'il baptisa Caer Badon, la ville des bains. »

Selon les chroniqueurs du Moyen Âge, Bladud était aussi philosophe et magicien. Il aurait été initié à tous les mystères des anciennes religions de la Grèce et de la Grande-Bretagne. Il fonda un collège druidique et éleva un temple à Sulis, qu’il éclaira avec une lampe qui brûlait perpétuellement. Enfin il construisit une machine volante. Celle-ci volait très bien, mais elle s’écrasa un jour au sommet de la colline ; celle où s’élève maintenant la cathédrale Saint-Paul, à Londres, causant la mort de Bladud.

## Sources
- (en) Peter Bartrum, A Welsh Classical Dictionary : People in History and Legend Up to about A.D. 1000, Aberystwyth, National Library of Wales, 1993, 649 p. (ISBN 978-0-907158-73-8), p. 52  BLEIDDUD I ap RHUN BALADR BRAS, fictitious k. of Britain (890-870 B.C.)
- Geoffroy de Monmouth, Histoire des rois de Bretagne, traduit et commenté par Laurence Mathey-Maille, Les Belles lettres, coll. « La Roue à livres », Paris, 2004  (ISBN 2-251-33917-5).